# 光通信工学
光通信工学（Optical Communication Engineering）は光通信システム（Optical Communication System）の基本的な仕組みを明らかにし、発展させる学問である。光通信システムは世界で最も高性能の大容量長距離通信システムであり、インタネットの情報伝送機能を担って共に発展し、さらに別途、ビッグデータを蓄積するデータセンター内などの近距離の情報機器間の接続を果たす機能を持つシステムもあり、ICT文明の発展に貢献している。こうした情報伝送には主に各種の光ファイバや半導体レーザ、そして各種の光デバイスや電子デバイスが用いられ、総称して光ファイバ通信（Optical Fiber Communication）ともいわれる。実況中継や宇宙における光通信のように空間伝搬光通信もある。

## 光通信の概要

### レーザと光ファイバ
孫子の兵法を紐解くまでもなく、情報収集、通信は人類社会の最大の関心事の一つである。BC500年のダリウス大王は太陽光の反射による点滅で緊急通信網を作ったとされている。情報を簡便で正確に記すためにギリシャ人はBC700年に26文字の母音と子音からなるアルファベットを発明して交易に活用し、ひいては世界の情報を収集･記録し、その集積を基に科学の手法を発明し、社会の革新に影響を与えた。1450年頃、グーテンベルグは中国の印刷技術を改良して活版印刷技術を発明し、知識の蓄積と拡散に貢献した。そして1791年にはシャップは手旗信号のような腕木伝信（セマホー）を発明した。1837年頃にはモールス記号が発明されて電信が普及し、1971年頃までには電信が世界をつないだ。1876年には電話、1896年には無線通信が開拓された。初期の電波は火花放電のようにスイッチオンでパッと出て、直ぐに消えてしまう減衰型であった。これに対して1906年にド・フォレーにより3極真空管が発明され、電波が増幅されて定まった周期で、ピーク値の大きさが一定値に保たれる非減衰型となり, 持続的振動が実現されるとともに、電気信号が増幅されるようになった。こうして、それまでの減衰振動型の電磁波から、持続振動型の電磁波を駆使する高度な通信技術の基盤が築かれた。1947年のトランジスタの発明はこれを助長した．次いで現れたレーザはこれを一層高めた。
一方、伝送路については、光ファイバの開拓に負うところが大きい。ガラスの利用が始まったエジプトでは、ガラス細工の際に光がガラス棒で導かれることが知られ、14世紀のヴェニスではファイ･バフラワーが販売され、このような原理をもとにガラスファイバにより光を導く実験が1930年ごろのドイツのラムによっておこなわれた。1953年にはオランダのヴァン・ヒールらによって、ガラスファイバを芯としてその周囲を別種のガラスでコートした現在のクラッド付き光ファイバの原形が考察された。しかし、当初は1 mの長さで光の強さが数分の一に減少するほど損失の大きいものであった。
さて、1917年にアルバート･アインシュタインは原子の誘導放出の概念を提案し、1953年にヤーノス･フォン･ノイマンは半導体のpn接合に電流を流して光を増幅する発案をして講義などで明らかにした。さらに1954年にレーザの原理となったマイクロ波のメーザが出現し、1958年にはアーサー・シャウローとチャールズ・タウンズは光メーザを着想した。こうして1960年にヒューズ社のテオドール･メイマンによりルビー・レーザが実現し、1961年にはベル研究所でHe-Neガスレーザが、そして1962年になってガリウムひ素などを用いた半導体レーザが、パルス動作ながら、米国の4研究機関から報告された。
レーザを用いる光通信の最初の実験は、1961年に、米国ベル研究所の空間伝搬として行われた。ついで、1963年5月に、末松安晴は学生達を導いて東京工業大学の全学祭の研究室公開行事において、世界最初の光ファイバ通信の実験を行った。その後、レーザからのビーム状の光が空間を伝搬する様子の理論的基礎が作られていった。1968年に分布屈折率導波路の各モード群速度が等しいことが明らかにされた。

### 大容量長距離を主体とする光ファイバ通信
1966年にイギリスSTLのチャールズ・カオ (高錕)らは、石英ガラスの不純物を除去すれば損失が下げられることを具体的に提案した。1968年には日本板硝子の北野一郎および日本電気の内田禎二らにより、二重るつぼ法によってセルフォックファイバが開発されたが不純物除去は困難であった。そして、1970年にはアメリカのコーニング社のモーラーらはCVD法を開発して、光ファイバの低損失化を達成し、それまで数千dB/kmあったものが、0.6328μmの可視光で20dB/kmにまで画期的に減少した。その後、ベル研究所のジョン･マクチェスニらは1972年にMCVD法を開発して、一層の極損失化の可能性を示した。
遡ること1967年には、半導体レーザでは、きわめて高い、数Ghzの 周波数まで直接に変調できることが明らかにされた。
1970年に、アメリカのベル研究所の林厳雄らは二重ヘテロ接合のAlGaAs/GaAs結晶を用いた波長0.85μmの半導体レーザ室温連続発振を達成した。国の秘密で明かされていなかったが、それとは独立にソビエト連邦（一部が現在のロシア）においても、ゾレフ･アルフェロフらが1969年に達成していた。これらの成果はそれまで一部の基礎研究者に限られていた光通信技術の研究が産業界に波及する引金となった。しかし、これらの半導体レーザはまだ多くの問題を抱えて利用は限定的であった。
光ファイバ通信の本来の特徴は大容量長距離通信にあるとの考えをもっていた末松安晴は、光ファイバの最低損失の波長帯（当時は未定）で動作し、安定した単一の波長を保ち、しかも一定の範囲で波長が変えられる、動的単一モードレーザを1972年に示唆し、1974年にその単一･波長共振器を提案した。そして、1973年にドナルド・ケックらはシリカファイバの損失は赤外の長波長帯1.4―1.8μmのどこかで最低損失になるのではないかと示唆した。末松安晴は、上述の動的単一モードレーザの実現のために、まだ未確定ではあったが将来の最低損失波長帯の長波長帯を想定して、長波長帯GaInAsP/InPレーザの実現を目指して研究を進めた。そして、その間に次第に分かり始めて来ていた、シリカ系光ファイバの最低損失の1.5μm帯におけるレーザの室温連続動作を、1979年に達成した。同年に、NTTの宮哲雄、照沼幸雄そして宮下忠らが極低損失光ファイバの試作に成功し、最低損失波長帯が1.55μm帯にあることが確定された。他にも、同年にKDD、NTT、そしてベル研の3ヶ所で1.5μｍレーザが達成された。
この間に、光ファイバの材料分散がゼロになる波長が1.3μm帯に存在することが指摘された。そして、東北大学の川上彰二郎らは、1975年に、クラッドの形状を変えれば伝送容量を制限する伝搬定数の分散が零になる波長を変えられることを指摘した。そして、シリカ･ファイバの伝送損失が企業の努力で顕著に低下した。すなわち、1976年にNTTの堀口らと藤倉電線の小山内らによる0.47dB/km（λ＝1.3μm）を発表した。他方では1977年に、光ファイバの低価格化に道筋を付けた連続製造法のVAD法（気相軸付法）がNTTの伊澤達夫らや住友電工などを中心に開発され、光ファイバ低価格化への道が拓かれた。
1980-1981年に、1.5-1.6μmで働くInGaAsP/TnP結晶系を用いて、末松安晴が東工大の研究室の諸君の協力をえて高速変調下でも安定な単一モードで働く、動的単一モード半導体レーザを実現して大容量長距離光ファイバ通信への端緒とした。次いで動的単一モード･レーザが一様分布DFBレーザとしてKDDやNTTで実用化され、大容量・長距離光システムの研究開発が始まった。なお、その後に末松安晴と古屋一仁らが実現して1984年初頭に報告した位相シフト分布反射器レーザが、温度同調の動的単一モード･レーザの代表例となり、長距離用の標準レーザとして、現在世界的に広く用いられている。

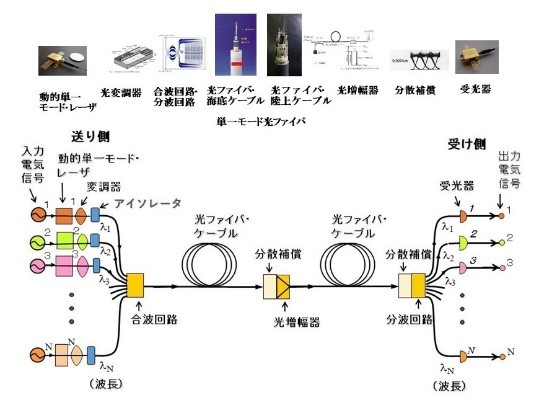
図1 大容量長距離伝送用の波長領域多重（WDM)光ファイバ通信の仕組み

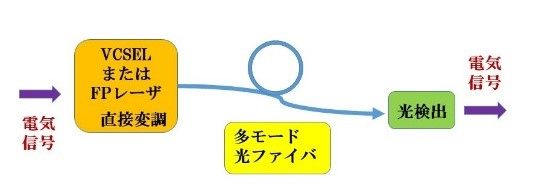
図2 短距離用光通信の直接変復調システム

一方1988年には、東京工業大学の伊賀健一が、1977年から開拓を始めていた小電力で高速動作するVCSELと呼ばれる面発光レーザの室温連続動作を、小山二三夫らの協力で実現させ、短波長0.85μm帯で近距離通信に多用されるようになった。
他方1983年に、インターネットにTCP/IPプロトコルが標準装備された。それとともに、1992年にWWWが公開され、インターネットの国際化に道が拓かれ、大容量長距離光通信の助けで大幅な発展が始まった．この間に、光デバイスや光回路が進歩し、さらにLiNbO3変調器、波長領域多重化（WDM）システムや多値変調などの変調スキーム、そして光増幅などが進歩し、インターネットの進歩を支えて光通信の発展を促した
この大容量長距離の基幹網や海底ケーブルでは1.55μm帯の動的単一モード･レーザや単一モード･光ファイバから構成されるシステムが用いられている。図1は、1977年にNTTの三木哲也らによって始められた波長領域多重(WDM)光ファイバ通信システムの現代における仕組み例を示している。短・中距離のネットワークには材料分散が小さくなり、レーザの温度特性が良くて使い易い1.3μm帯が、そして短距離のLAN(Local Area Network)、データセンターやインター･コネクタなどには0.85μm帯のVCSELやFPレーザ、そして多モード･光ファイバなどからなるシステムが用いられている（図2）。さらに、2007年ごろから利用されるようになったインターネットに接続できるスマート･フォンは、情報端末が人と共に動く携帯型で、光で送られる情報は最終段階では電波により利用者や移動体などに達するようになり、情報活用の利便性と情報の収集性とが飛躍的に広がり、情報通信文明が花開いた。

## 光通信工学
光通信は、動的単一モード･レーザや極低損失光ファイバなどが開拓されて、1980年代後半から光ファイバ通信として著しく発展し、インターネットの発展を支え、ビッグ･データの収集に用いられるなど、現代の情報通信技術社会の基盤技術となっている。また、近距離の空間伝搬や、雨や霧に妨げられない宇宙空間の長距離光伝送も進展している。こうした光通信を学術的に支え、発展させているのが光通信工学である。
光通信工学では、マクスウエルの電磁気学やガラス材料などに基礎を置く光導波論や光導波路、シュレーディンガーの波動力学などの量子力学や半導体･光学結晶などの材料に基礎を置く発光と半導体レーザ、通信用半導体レーザと光増幅や発光デバイス、受光デバイス、光ファイバの基礎特性や伝送特性、光ファイバ･ケーブル、光変調器や光スイッチ、合波･分波回路、フィルタ、アイソレータ、分散補償、通信･情報理論やネットワーク理論そして電子回路などに基礎を置く変調の方式、光多重化方式、光通信ネットワーク、情報の記録や保存、インターネット、暗号理路や認証、暗号化･解読、コンピュータ、通信ネットワーク、ビッグ･データ、そして情報通信産業論、ネット連携社会論など、広範な学問分野が展開されている。